# Wszechrosyjski Centralny Komitet Wykonawczy
Wszechrosyjski Centralny Komitet Wykonawczy, WCIK, WCIK RFSRR (ros. Всероссийский Центральный Исполнительный Комитет, ВЦИК, ВЦИК РСФСР) – w czasie rewolucji rosyjskiej 1917 organ dwuwładzy w Rosji. Po rewolucji październikowej i przejęciu władzy przez bolszewików, w latach 1917–1937 de iure najwyższy organ władzy w RFSRR (parlament, którego prezydium stanowiło kolegialną głowę państwa). Jego przewodniczący pełnił m.in. funkcje reprezentacyjne i protokolarne głowy państwa.
Po rewolucji październikowej substytut parlamentu o zmiennej liczebności członków, wybierany przez Wszechrosyjski Zjazd Rad, spośród delegatów na Zjazd. W okresie od 9 listopada 1917 do 30 grudnia 1922 wydawał ustawy i zatwierdzał dekrety Rady Komisarzy Ludowych RFSRR i sprawował władzę ustawodawczą i kontrolną pomiędzy Wszechrosyjskimi Zjazdami Rad.
Wywodził się z Komitetu Wykonawczego (ros. ispołkomu) Piotrogrodzkiej Rady Delegatów Robotniczych i Żołnierskich sformowanego w marcu 1917, w czasie rewolucji lutowej. W kwietniu 1917 zwołana do Piotrogrodu Wszechrosyjska Narada Rad (11–16 kwietnia 1917) przyjęła uchwałę polecającą Komitetowi Wykonawczemu włączenie do swego składu przedstawicieli miast gubernialnych i wojskowych jednostek frontowych. W ten sposób Rada Piotrogrodzka przekształciła się we Wszechrosyjską Radę Delegatów Robotniczych i Żołnierskich. Do Komitetu Wykonawczego Rady Piotrogrodzkiej dokooptowano 18 delegatów z innych części Rosji. Komitet Wykonawczy przyjął wówczas nazwę Wszechrosyjskiego Centralnego Komitetu Wykonawczego (WCIK). Składał się wówczas z 72 członków, w tym 23 mienszewików, 22 eserowców i 12 bolszewików. Narada Rad uchwaliła jednocześnie zwołanie Wszechrosyjskiego Zjazdu Rad i ordynację wyboru delegatów na zjazd.
I Wszechrosyjski Zjazd Rad Delegatów Robotniczych i Żołnierskich odbył się w dniach od 3 czerwca?/16 czerwca do 24 czerwca?/7 lipca 1917 w Piotrogrodzie. W zjeździe uczestniczyło 1090 delegatów, z których 777 zadeklarowało przynależność partyjną (285 eserowców, 248 mienszewików i 105 bolszewików). Zjazd powołał pierwszy Wszechrosyjski Komitet Wykonawczy Rad (WCIK) pochodzący z wyboru, złożony z 320 członków. Większość jego składu stanowili mienszewicy (123), a także 119 eserowców, 58 bolszewików, 13 zjednoczonych socjaldemokratów. Na przewodniczącego WCIK został wybrany mienszewik Nikola Czcheidze.
Na II Wszechrosyjskim Zjeździe Rad obradującym w trakcie przewrotu bolszewickiego (rewolucji październikowej) nastąpił rozłam wśród delegatów. W zjeździe uczestniczyło ok. 650 delegatów, w tym 338 bolszewików i 98 lewicowych eserowców. Mienszewicy i eserowcy oskarżyli bolszewików o zamach stanu i hipokryzję polityczną. Opozycja twierdziła, że kryzys należy rozwiązać metodami pokojowymi. Ostatecznie mienszewicy i eserowcy w proteście przeciwko puczowi opuścili obrady. Na zjeździe rad pozostali natomiast lewicowi eserowcy. Ogłoszono, że dotychczasowy Wszechrosyjski Centralny Komitet Wykonawczy zostaje rozwiązany, zastąpiono go nowym, składającym się z 101 członków (w tym 62 bolszewików i 29 lewicowych eserowców) pod przewodnictwem Lwa Kamieniewa. 4 listopada?/17 listopada 1917 Rada Komisarzy Ludowych uzurpowała sobie w trybie uchwały Wszechrosyjskiego Centralnego Komitetu Wykonawczego (WCIK) o pełnomocnictwach prawo wydawania dekretów bez konieczności ich zatwierdzania przez WCIK. Od tej pory Rada Komisarzy Ludowych stała się formalnie organem łączącym władzę wykonawczą i ustawodawczą, Rosja była rządzona za pomocą dekretów, a WCIK stał się ciałem fasadowym, co w pełni dokonało się po czerwcu-lipcu 1918, gdy z jego grona usunięto niebolszewików.
Od 10 lipca 1918 po V Wszechrosyjskim Zjeździe Rad i powstaniu lewicowych eserowców do WCIK wchodzili już tylko bolszewicy. Po utworzeniu ZSRR 30 grudnia 1922 stracił większość formalnych kompetencji na rzecz Centralnego Komitetu Wykonawczego ZSRR. W konstytucji RFSRR z 21 stycznia 1937 został zastąpiony przez Radę Najwyższą RFSRR.

## Przewodniczący
- I WCIK mienszewik Nikola Czcheidze 7 lipca 1917 – 9 listopada 1917
- II WCIK bolszewik Lew Kamieniew 9 listopada 1917 – 21 listopada 1917
- II WCIK bolszewik Jakow Swierdłow 21 listopada 1917 – 16 marca 1919
- bolszewik Michaił Kalinin 30 marca 1919 – 15 lipca 1938.